# Ronald Plasterk
Ronald Plasterk (prononcé en néerlandais : [ˈroːnɑlt ˈplɑstɛrk]), né le 12 avril 1957 à La Haye, est un microbiologiste et homme politique néerlandais, membre du Parti travailliste (PvdA).
Il est ministre des Affaires intérieures et des Relations au sein du Royaume du 5 novembre 2012 au 26 octobre 2017 dans le deuxième cabinet de Mark Rutte, après avoir été ministre de l'Éducation, de la Culture et de la Science du 22 février 2007 au 23 février 2010 dans le quatrième cabinet de Jan Peter Balkenende. Représentant à la Seconde Chambre des États généraux du 17 juin 2010 au 5 novembre 2012, Ronald Plasterk est un professeur reconnu, cité et primé dans le domaine de la génétique moléculaire.
Depuis 1995, il est également auteur et chroniqueur pour plusieurs publications nationales.

## Biographie

### Enfance
Ronald Plasterk est né le 12 avril 1957 à La Haye.

### Carrière scientifique
Ronald Plasterk étudie au Sint Janscollege à La Haye, où il est diplômé en 1975, se spécialisant dans les sciences. Après l'obtention de son diplôme, il étudie la biologie à l'université de Leyde et l'économie à l'université d'Amsterdam. Pendant cette période, il écrit pour le journal étudiant. En 1981, il obtient une maîtrise en biologie avec une mention Cum Laude. Il est également diplômé pour son propédeutique en économie la même année. Entre 1981 et 1984, il travaille comme philosophiæ doctor à l'université de Leyde. En 1984, il obtient un doctorat en mathématiques et en sciences naturelles à l'université de Leyde pour sa thèse inversion du segment G du bactériophage Mu: analyse d'un commutateur génétique. Son étude porte sur les séquences de l'élément transposable dans l'ADN. Tout en étant chercheur doctorant, Ronald Plasterk est aussi un membre du conseil municipal de Leyde pour le Parti travailliste (entre 1982 et 1984).

Déplacement d'un Caenorhabditis elegans sauvage (la tête étant à droite), l'un des organismes étudiés par Ronald Plasterk.

Entre 1985 et 1986, il travaille comme chercheur postdoctoral à l'Institut de Technologie de Californie à Pasadena. Là il étudie les séquences de transposon dans l'ADN du parasite Borrelia hermsii. Entre 1986 et 1987, il est un post-doctorant au Laboratoire de biologie moléculaire à Cambridge, où il travaille avec John Sulston. Il étudie le ver Caenorhabditis elegans, un nematoda qui est utilisé comme organisme modèle.
En 1987, il retourne aux Pays-Bas où il devient chef de groupe et membre du conseil d'administration de l'Institut néerlandais du cancer (nl) (NKI) à Amsterdam. En 1989, il devient directeur de l'école de recherche en oncologie de l'institut, où il reste jusqu'en 2000. Entre 1993 et 1997, il occupe la chaire de biologie moléculaire à l'université libre d'Amsterdam. Entre 1997 et 2000, il est professeur de génétique moléculaire à l'université d'Amsterdam. En février 2000, il devient directeur du Netherlands Institute for Developmental Biology, aussi connu comme Hubrecht Laboratory, un institut de l'Académie royale néerlandaise des arts et des sciences (KNAW). Il cumule cela avec un poste de professeur en biologie du développement à l'université d'Utrecht à partir de mai 2000. Il conserve ces postes jusqu'au mois de février de l'année 2007.
Depuis 2001, Plasterk est membre de l'Académie royale néerlandaise des arts et des sciences. Avant d'entrer en politique, il est également membre du Conseil de la santé, qui conseille le Ministère de la Santé, du Bien-être et des Sports, membre du comité du Wellcome Trust, membre du comité sur la biotechnologie et les animaux et de l'Organisation européenne de biologie moléculaire.
La recherche de Plasterk portent sur la génétique et la génomique fonctionnelle. Il se concentre sur le mécanisme et la régulation de la transposition de l'ADN, et sur les mécanismes d'interférence par ARN et Micro-ARN, y compris les fonctions de l'interférence par ARN comme défense naturelle contre la duplication incontrôlée des éléments transposables,.

### Chroniqueur

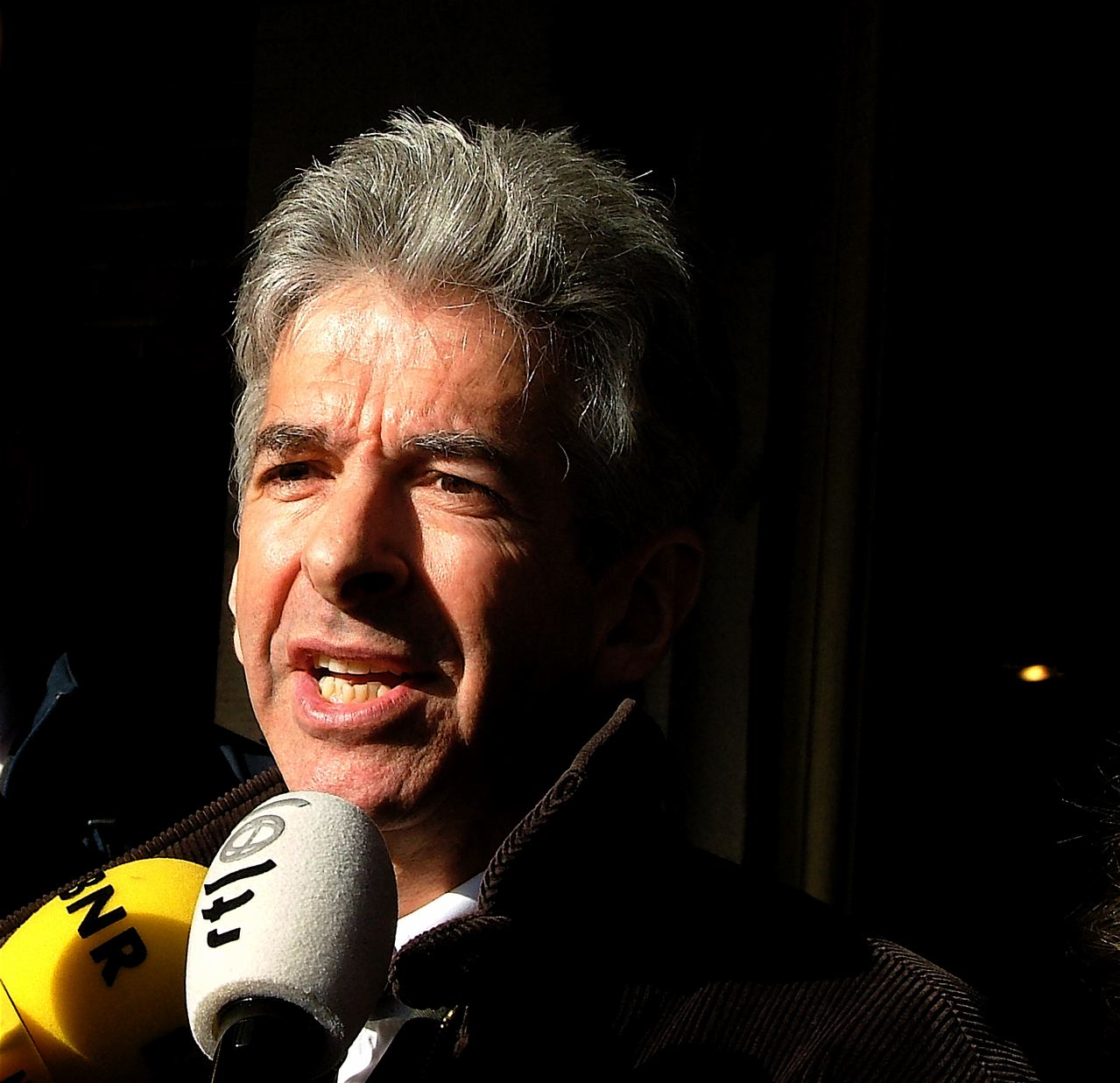
Ronald Plasterk donnant un communiqué de presse en 2006.

Ronald Plasterk débute en 1995 comme chroniqueur dans Intermediair, un magazine hebdomadaire destiné aux jeunes professionnels et aux universitaires. Au cours des premières années, il écrit principalement sur les aspects politiques et éthiques de la recherche génétique. En 1999, il passe de sa chronique dans Intermediair à une chronique hebdomadaire au Volkskrant, un journal de premier plan de centre gauche, ainsi qu'à une chronique bimensuelle dans Buitenhof (en), un talk-show politique télévisé produit par VPRO, NTR et VARA. Il continue ces chroniques jusqu'en 2007 quand il devient ministre. En 2000, plusieurs de ses chroniques sont compilées dans le livre Leven uit het Lab (« La vie depuis le Lab »).

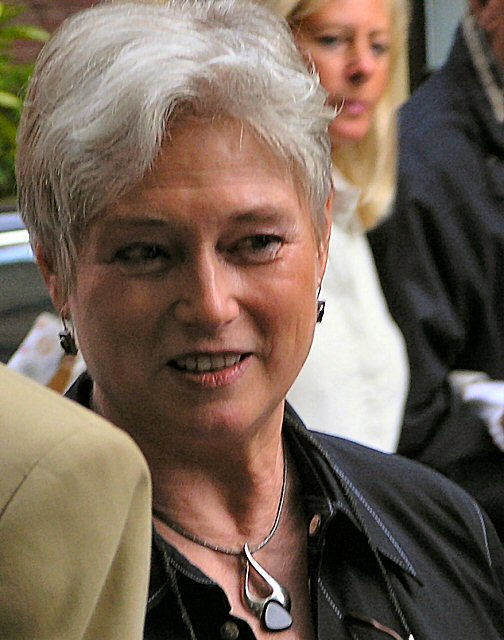
Plasterk, opposant à la ministre Maria van der Hoeven.

Il écrit sur un large éventail de sujets : c'est un athée qui parle ouvertement. En 1997, il inventé le terme « ietsism » (littéralement en français « quelque choseïsme ») pour désigner la croyance religieuse selon laquelle le Dieu du christianisme n'existe pas, mais qu'il y a une plus grande force qui a créé l'univers et qui le gouverne. Cette position est à peu près équivalente au déisme du XVIIIe siècle. D'abord il critique vivement la croyance sur le plan intellectuel, la qualifiant de « phénomène pauvre et irritant », mais plus tard il affirme que c'est un mélange d'athéisme et de nostalgie, et beaucoup plus sympathique « que l'idée d'un Dieu cruel qui veut cette misère ».
Dans ses chroniques pour de Volkskrant et Buitenhof, il s'oppose aussi farouchement à la proposition de Maria van der Hoeven, qui l'a précédé comme ministre de la Culture, de l'Éducation et de la Science, d'enseigner le dessein intelligent dans les écoles secondaires.
En outre, sur le référendum néerlandais sur le traité établissant une Constitution pour l'Europe, il se positionne comme un critique virulent du traité de Rome de 2004. Il est opposé à la Constitution parce qu'il considère qu'elle ne codifie pas clairement les responsabilités de l'Union européenne. Il estime également qu'elle met trop l'accent sur le libre marché.

### Vie politique
Au début des années 1980, Plasterk est un membre du conseil municipal de Leyde pour le Parti travailliste. Depuis 1995, il est chroniqueur politique pour plusieurs publications nationales et commentateur à la télévision. Au milieu des années 2000, il assume plusieurs postes plus actifs dans la politique nationale.
En 2006, il est membre de la commission qui rédige le manifeste électoral du Parti travailliste pour les élections législatives, sous la direction de Paul Depla, alors échevin à Nimègue. Il est également conseiller de la convention nationale, un groupe de réflexion du gouvernement néerlandais sur sa propre réforme.

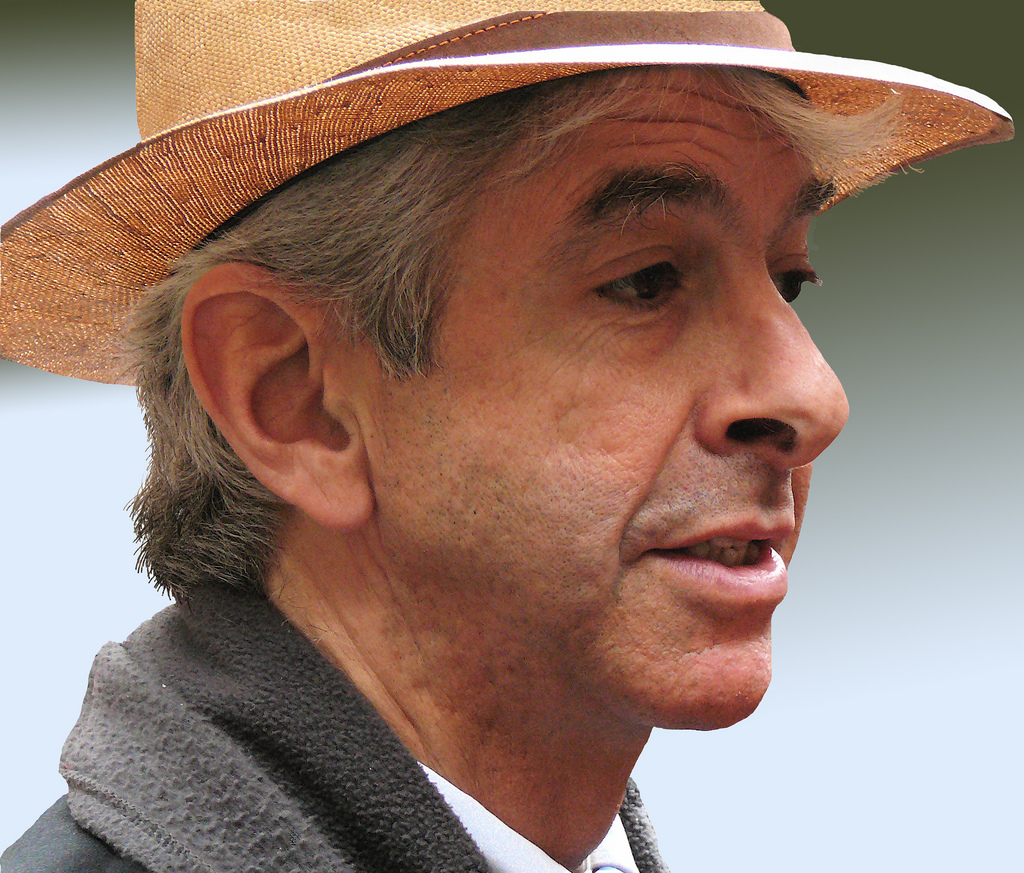
Plasterk en 2008.

Le 22 février 2007, il est nommé ministre de l'Éducation dans le cabinet Balkenende IV pour le Parti travailliste. En raison de cette nomination, Plasterk met fin à sa carrière scientifique, estimant qu'il est impossible de quitter la recherche pendant plusieurs années et espérer y retourner. Wouter Bos, chef du Parti travailliste, voit Ronald Plasterk comme un libertaire social et culturel, qui équilibre le conservatisme social et culturel des partenaires de la coalition d'Appel chrétien-démocrate et de l'Union chrétienne.
En tant que ministre, Ronald Plasterk est responsable de hautes écoles spécialisées et de l'enseignement scientifique, de la recherche, de la culture et des médias, l'émancipation des femmes et LGBT, et de la politique en faveur des chômeurs dans le secteur de l'éducation. À ce titre, il est vice-président de la plate-forme nationale pour l'innovation et membre du groupe de travail Femmes en tête.
Une question clé pendant la période de Plasterk en tant que ministre est le salaire des enseignants. Lorsqu'il n'y a pas de marge dans le budget national pour augmenter les salaires des enseignants, comme le conseille un comité dirigé par Alexander Rinnooy Kan, président du Conseil économique et social (SER), il est contraint de trouver des fonds dans le budget de son propre ministère. Rinnooy Kan rend ses conseils publics quelques jours seulement après la publication de la Miljoenennota (budget national). L'une des solutions envisagées par Plasterk consiste à réduire l'allocation pour les étudiants et à augmenter les frais de scolarité des universités. Il est vivement critiqué par les syndicats étudiants pour ses propositions, par ses partenaires de coalition (CDA et CU) ainsi que les partis d'opposition de gauche, le Parti socialiste (SP) et la Gauche verte (GL). Finalement, lui et Wouter Bos, le ministre des Finances, réussissent à réunir les fonds pour augmenter sensiblement les salaires des enseignants. Sous la pression des grèves des enseignants, il conclut un accord avec le syndicat des enseignants en avril 2008.
Il démissionne le matin du 20 février 2010, lorsque tous les ministres du PvdA se retirent du cabinet Balkenende IV en raison du désaccord persistant sur la guerre d'Afghanistan. La reine Beatrix accepte les démissions le 23 février 2010.

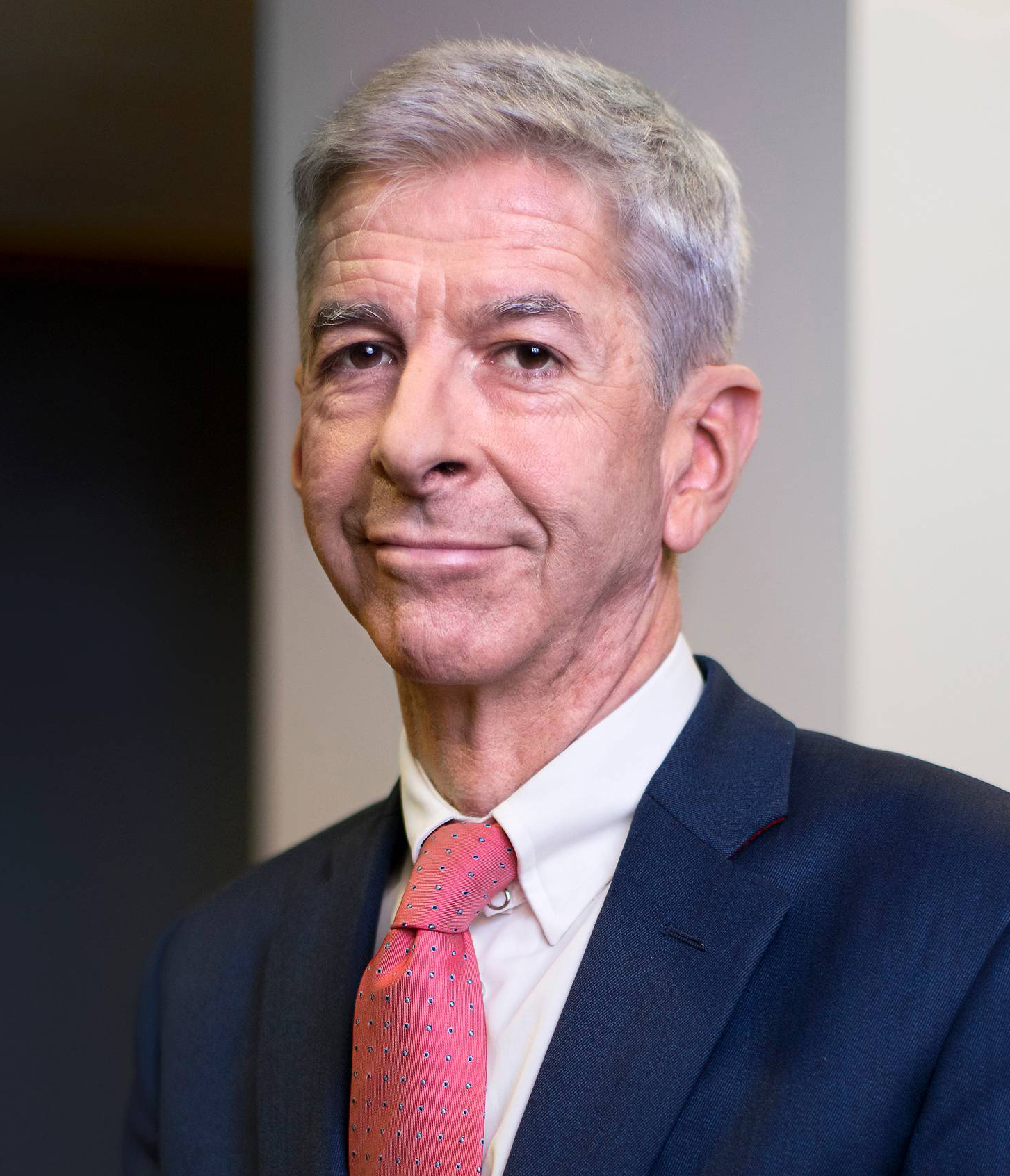
Ronald Plasterk en tant que ministre de l'Intérieur, en 2014.

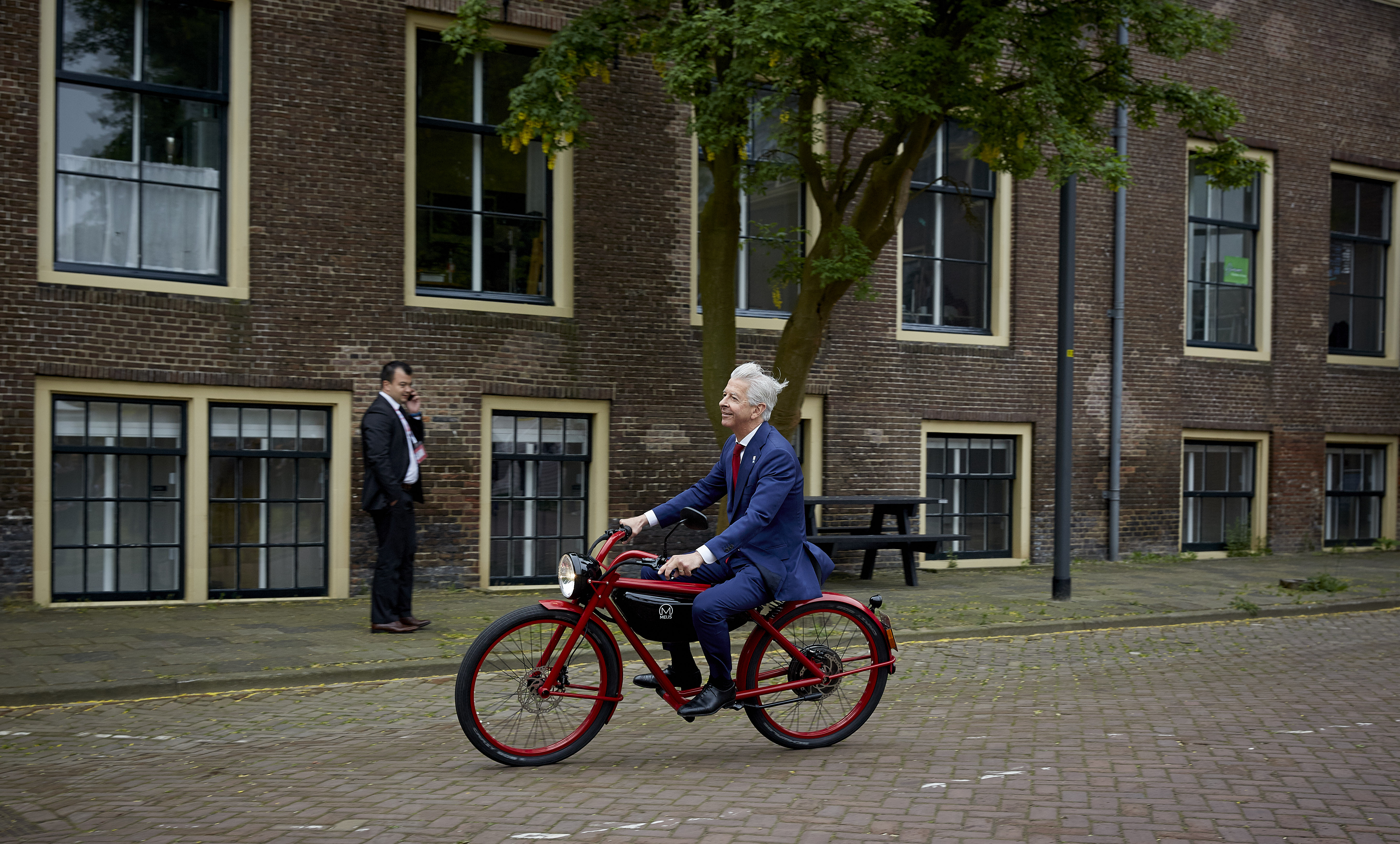
Ronald Plasterk à Amsterdam en 2016.

Plasterk est élu représentant à la Seconde Chambre des États généraux aux élections législatives de 2010 et réélu lors de celles de 2012, situé dans les premiers numéros de la liste travailliste. Le 16 mars 2012, il termine deuxième dans la course à la direction du Parti travailliste, derrière Diederik Samsom. À la Seconde Chambre, il se focalise sur les questions de finance, mais le 5 novembre 2012, le PvdA ayant fait alliance avec les libéraux-démocrates du VVD, cela ne l'empêche pas d'hériter du ministère de l'Intérieur.
En février 2014, il propose de revenir des douze provinces actuelles à sept, le chiffre historique sous les Provinces-Unies. Son plan n'est pas mis en œuvre. En novembre 2015, d'après un article du site web néerlandais d'information parodique De Speld (en), il est reproché à Ronald Plasterk de faire régulièrement des rapports à la Seconde Chambre avec un chapeau. Il lui est notamment reproché avec humour de compenser ses faibles résultats politiques par un style vestimentaire extravagant.
Le 10 février 2016, il déclare lors de la réunion plénière du Comité européen des régions à Bruxelles : « Les villes constituent le foyer de la croissance économique. L'Agenda européen pour la ville peut nous aider à exploiter au mieux les possibilités ainsi offertes ».
En avril 2016, il doit témoigner dans l'affaire contre l'ancien conseiller municipal Jos van Rey. Van Rey est poursuivi, entre autres, pour avoir transmis des informations confidentielles à son ancien collègue de parti Ricardo Offermanns au sujet de la procédure de candidature à la mairie de Ruremonde.
Le 29 juin 2016, dans un court communiqué, le gouvernement néerlandais annonce que Ronald Plasterk doit se faire opérer du cœur la semaine suivante. Il est alors prévu que le ministre du Logement Stef Blok remplace le ministre de l'Intérieur durant tout l'été,.
À la suite de la démission du ministre de la Justice Ard van der Steur en janvier 2017, Blok est nommé pour le remplacer ; Plasterk assure l'intérim au Logement en plus de son poste de ministre de l'Intérieur jusqu'aux élections législatives de mars. Par ailleurs, pour ces élections, en tant que ministre de l'Intérieur, il annonce que les bulletins de vote utilisés seront exclusivement des feuilles de papier : ses services ont évalué possible une cyberattaque russe le jour du scrutin, en possible relation avec les ingérences dans la campagne présidentielle américaine de 2016. Ronald Plasterk annonce renoncer à employer un logiciel de comptage, les bulletins seront comptés à la main.
Après le passage de l'ouragan Irma sur Saint-Martin, Ronald Plasterk, chargé de coordonner les opérations d'aide au nom du gouvernement des Pays-Bas, affirme le 6 septembre 2017 que « les dégâts sont énormes, à tel point que nous n'arrivons pas encore à les mesurer ». Il ajoute qu'en raison des « difficultés de communication » avec l'île, il est « impossible à l'heure actuelle d'avoir une vue complète de la situation ». Le 11 septembre, il accompagne le roi Willem-Alexander sur place pour observer le déploiement de l'aide humanitaire. Ils visitent l'hôpital Sint-Maarten Medical Center et une école, d'où les opérations de secours sont coordonnées, puis le lendemain, se rendent sur les îles voisines de Saba et de Saint-Eustache. Rob Verkerk (commandant de la Marine néerlandaise) et le ministre de l'Intérieur qualifient d'absurdités les déclarations critiques du Premier ministre de Saint-Martin William Marlin envers les soldats néerlandais sur l'île. Dans une interview accordée sur NRC, Marlin déclarait que les soldats néerlandais n'avaient rien fait pour arrêter le pillage sur l'île après l'ouragan Irma.
Il est nommé par Geert Wilders, après les élections législatives de 2023, comme « éclaireur » du Parti pour la liberté (PVV) en vue de la formation d'un gouvernement de coalition avec d'autres partis. Bien qu'il ne soit pas membre du parti d'extrême droite, il s'est attiré la sympathie de certains secteurs de la droite en critiquant les mesures jugées excessives en faveur de la protection de l'environnement et les excuses présentées par les Pays-Bas pour leur passé esclavagiste. Il est également opposé à toute collaboration avec le parti écologiste Gauche verte.

### Vie personnelle

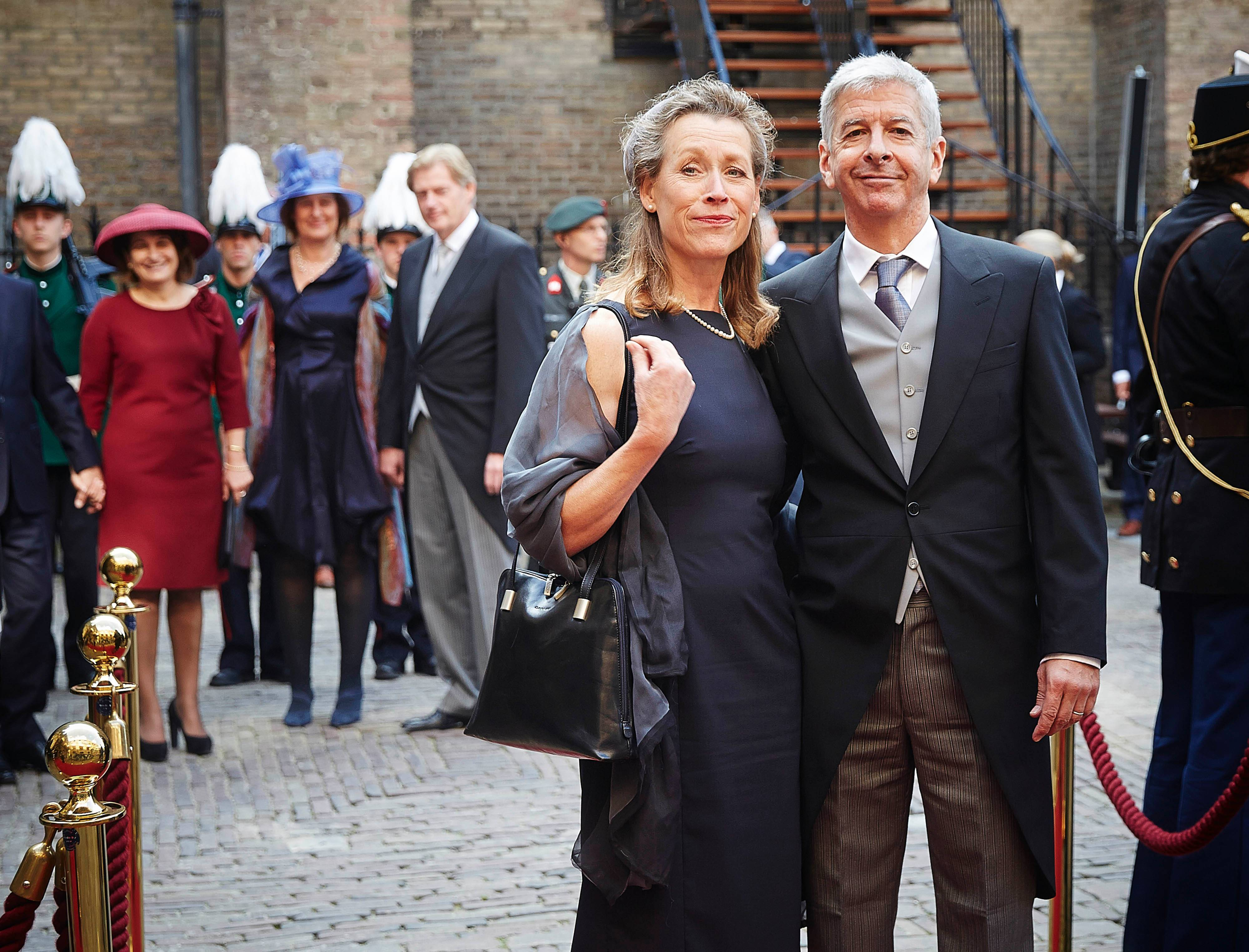
Ronald Plasterk et son épouse Els Plasterk Beumer, au Prinsjesdag en 2014.

Ronald Plasterk est marié à Els Beumer. Le couple a deux enfants. Ronald Plasterk vit à Bussum, puis à Amsterdam.
Il est un membre de l'Association royale des oratoires chrétiens dite Excelsior, basée à Amsterdam, où il chante en tant que ténor. Il participe au récital annuel de la Passion selon saint Matthieu de Johann Sebastian Bach d'Excelsior. Il joue aussi de la guitare. Ses autres hobbies sont la littérature, la peinture et la photographie.
Lors de l'été 2008, il est apparu à la Zomergasten, une soirée d'interview télévisée du VPRO.

## Prix
- 1999 : Prix Spinoza de la Nederlandse Organisatie voor Wetenschappelijk Onderzoek (en).
- 2002 : Récompense pour la communication dans les sciences de la vie de l'Organisation européenne de biologie moléculaire.
- 2005 : Prix scientifique de la Fondation Louis D. de l'Institut de France[29].
- Officier de l'ordre d'Orange-Nassau

## Publications

### Sélection de publications scientifiques
- Ketting, R.F., Fischer, S.E.J., Bernstein, E., Sijen, T., Hannon, G.J., Plasterk R.H.A. (2001). Dicer functions in RNA interference and in synthesis of small RNA involved in developmental timing in C. elegans. Genes & Development 15: 2654-2659.
- Sijen, T., Fleenor, J., Simmer, F., Thijssen, K.L., Parrish, S., Timmons, L., Plasterk, R.H.A., Fire, A. (2001). On the role of RNA amplification in dsRNA-triggered gene silencing. Cell 107: 465-476.
- Tijsterman, M., Ketting, R.F., Okihara, K. L., Sijen, T., Plasterk, R. H. A. (2002) Short antisense RNAs can trigger gene silencing in C. elegans, depending on the RNA helicase MUT-14. Science 25;295 (5555): 694-697
- Wienholds, E., Schulte-Merker, S., Walderich, B., Plasterk, R.H.A. (2002) Target-selected inactivation of the zebrafish rag1 gene. Science 297 (July 5): 99-102.
- Wienholds, E., Koudijs, M.J., Van Eeden, F.J.M., Cuppen, E., Plasterk, R.H.A. (2003) The microRNA-producing enzyme Dicer 1 is essential for zebrafish development. Nature Genetics 35: 217-218.
- Sijen, T., Plasterk, R.H.A. (2003) Transposon silencing in the Caenorhabditis elegans germ line by natural RNAi. Nature 426: 310-314.
- Berezikov, E., Guryev, V., van de Belt, J., Wienholds, E., Plasterk, R.H.A., Cuppen, E. (2005) Phylogenetic shadowing and computational identification of human microRNA genes. Cell 120: 21-24.
- Robert, V.J.P., Sijen, T., van Wolfswinkel, J., Plasterk, R.H.A. (2005) Chromatin and RNAi factors protect the C. elegans germline against repetitive sequences. Genes Dev. 19: 782-787.
- Sijen T., Steiner F.A., Thijssen K.L., Plasterk R.H.A. (2007) Secondary siRNAs result from unprimed RNA synthesis and form a distinct class. Science. 2007 Jan 12;315(5809):244-7.

### Publications scientifiques populaires
- Wormen en waarden (1993)  (ISBN 9789090066158)
- Techniek van het leven: de betekenis van biotechnologie voor mens en samenleving (avec Maarten Evenblij) (2000)
- Leven uit het lab (2000)  (ISBN 9789053339428)